# William Meynard
William Meynard (n. 11 iulie 1987, Marsilia, Franța) este un înotător ce a reprezentat Franța, medaliat olimpic. A participat la 2 ediții ale Jocurilor Olimpice (2012, 2016) în care a câștigat o medalie de argint.